# Eliot Hodgkin
(Curwen) Eliot Hodgkin (19 de junio de 1905 - 31 de mayo de 1987) fue un pintor británico, nació en Purley, Pangbourne, cerca de Reading. A pesar de que comenzó a pintar al óleo, gran parte de su trabajo fue témpera, donde se especializó en naturaleza muerta.

## Biografía

### Comienzos
Eliot Hodgkin nació en 1905. Fue el único hijo de Fiho Charles Ernest Hodgkin y Jane Alice Brooke. Hodgkin se crio en una familia cuaquera y eran parientes Roger Fry. Eliot, primo del pintor abstracto Howard Hodgkin, fue educado en Harrow School desde 1919 hasta 1923. Su vida artística comenzó en Londres en la Escuela de Byam Shaw, de la Escuela de Arte y la Royal Academy Schools de Francis Ernest Jackson.

### Carrera
A mediados de la década de 1930, Hodgkin se había establecido como pintor de naturalezas muertas, paisajes y murales, y exhibía regularmente en la Royal Academy. Su primera exposición individual fue en Londres en Picture Hire Ltd. en 1936. Poco tiempo después comenzó a trabajar en temple al huevo.
Durante la Segunda Guerra Mundial Hodgkin trabajó en la División de Inteligencia Doméstica del Ministerio de Información y propuso hacer algunos dibujos de plantas que crecían en los sitios donde habían caído bombas en Londres. Algunos originales se vieron en marzo de 1945, y se le ofreció una comisión de 35 guineas como parte del Plan de Artistas de Guerra (Artistas de guerra oficiales británicos)]. Se entregaron dos fotografías en julio y una fue aceptada.
En 1959 rechazó la oportunidad de convertirse en académico, pero continuó exponiendo en la Royal Academy a lo largo de su carrera, exhibiendo un total de 113 pinturas en las Exposiciones de verano de la Royal Academy entre 1934 y 1981.
Hodgkin ha tenido exposiciones individuales en varias galerías, entre las que se cuentan Leicester Galleries, New English Art Club, Picture Hire Galleries, Royal Society of British Artists, Arthur Jeffress Gallery y Agnew's, Wildenstein, y en Nueva York en Durlacher Bros.
Eliot también fue escritor. Sus libros incluyen "Ella cerró la puerta" (1931), "Dibujo de moda" (1932), "55 vistas de Londres" (1948) y "Un evangelio pictórico" (1949).
En 1979, Hodgkin dejó de pintar debido al empeoramiento de la vista.
Después de la muerte de Hodgkin en 1987, Hazlitt, Gooden & Fox hizo una exposición retrospectiva en 1990. En 2019, después de casi 30 años,  Traído a la vida: Eliot Hodgkin redescubierto  fue la primera gran exposición de las obras del artista, y tuvo lugar en Waddesdon Manor.